# واتس (دهانه)
واتس یک دهانه برخوردی در ماه‌ است.